# 최수병
최수병(崔洙秉, 1939년 9월 2일 ~ 2008년 4월 23일, 광주)은 대한민국의 경제관료이다.
고등고시 행정과 13회에 합격하여 공직에 들어갔고, 경제기획원 기획관리실장, 대한민국 공정거래위원회 위원장, 보건사회부 차관, 신용보증기금 이사장, 한국전력공사 사장, 대한배구협회 회장 등을 지냈다.

## 학력
- 광주고등학교 졸업
- 서울대학교 경제학 학사